# Білий ангел (фільм)
Білий ангел — американська історична драма 1936 року режисера Вільяма Дітерле з Кей Френсіс, Ієном Гантером і Дональдом Вудсом у головних ролях. У фільмі розповідається про новаторську роботу Флоренс Найтінгейл у сфері медсестринства під час Кримської війни. Фільм був створений і розповсюджений голлівудською студією Warner Brothers.

## Сюжет
У вікторіанській Англії Флоренс Найтінгейл (Кей Френсіс) вирішує стати медсестрою, спантеличивши свою сім'ю з вищого класу (оскільки в той час медсестра вважалася поганою професією). Вона їде до Німеччини в єдину школу медсестер. Навчання важке, але вона витримує і закінчує. Повернувшись додому, її ніхто не хоче брати на роботу.
Коли почалася Кримська війна, Флоренс нарешті отримала свій шанс. Завдяки допомозі впливових друзів і осудливих газетних повідомлень про жахливі умови в Криму Фуллера (Ієн Гантер), репортера The Times, їй дозволено найняти кількох медсестер і відвести їх до Скутарі в Туреччину, щоб доглядати за пораненими.
Однак, там їй запекло протистоїть доктор Хант (Дональд Крісп), який відповідає за лікарню. Вона залишається непохитною і незабаром завойовує любов своїх пацієнтів. Щовечора Флоренс проходить милі палат із лампою, щоб переконатися, що її пацієнти мають усе, що їм потрібно. Її невтомні зусилля значно знижують рівень смертності. Про неї розносять славу газети, а Генрі Водсворт Лонгфелло пише вірш на її честь.
Коли випадає нагода, Флоренс їде на фронт, щоб швидше надати допомогу пораненим. Вона залишає сестру Коломбу (Ейлі Маліон) відповідальною за Скутарі. Найтінгейл знову стикається з офіційною опозицією її зусиллям, яку підбурює доктор Хант. Однак заручившись підтримкою лорда Реглана (Хеллівелл Гоббс), британського головнокомандувача, Флоренс продовжує наполегливо працювати. Захворівши на холеру, її наглядає Томмі (Біллі Моух), хлопчик-барабанщик, якого вона сама виходжувала з порогу смерті.
Частково видужавши, Флоренс була здивована, коли з'явилася сестра Коломба. Монахиня повідомляє їй, що доктор Хант замінив її на Еллу Стівенс, легковажну світську левицю, якій Найтінгейл уже відмовляла у виконані роботи медсестри. Під млявим і байдужим керівництвом Стівенс умови значно погіршилися. Найтінгейл повертається до Скутарі і виправляє ситуацію.
Після закінчення війни Флоренс повертається додому в Англію. До цього часу навіть доктор Хант переглянув свою думку про її роботу, але його начальник, заступник військового міністра Баллок (Монтегю Лав), залишається непохитним у своїй опозиції. Баллок намагається налаштувати королеву Вікторію проти Найтінгейл, але монарх натомість демонструє своє схвалення, даруючи Найтінгейл брошку.

## Акторський склад
- Кей Френсіс — Флоренс Найтінгейл
- Ієн Гантер в ролі Фуллера
- Дональд Вудс у ролі Чарльза Купера
- Найджел Брюс — Доктор Вест
- Дональд Крісп у ролі доктора Ханта
- Генрі О'Ніл у ролі доктора Скотта, сильного прихильника Найтінгейл
- Біллі Маух в ролі Томмі
- Чарльз Крокер-Кінг у ролі містера Найтінгейл
- Фібі Фостер у ролі Елізабет Герберт
- Джордж Керзон — Сідні Герберт
- Джорджія Кейн — місис Найтінгейл
- Ара Джеральд — Елла Стівенс
- Холлівелл Гоббс — лорд Реглан
- Ейлі Маліон — сестра Коломба
- Монтегю Лав у ролі Баллока
- Фердинанд Мюньє в ролі Алексіса Соєра, кухаря, який слідує за Найтінгейл до Скутарі
- Ліліан Кембл-Купер — Партенопа «Парта» Найтінгейл (у ролі Ліліан Купер)
- Егон Брехер — пастор Фліднер
- Темпі Піготт — місис Вотерс
- Барбара Леонард — Мінна
- Френк Конрой — містер Ле Фруа
- Альма Ллойд — медсестра
- Дж. Ганніс Девіс — секретар
- Гарднер Джеймс — пацієнт

## Рецепція
За даними Warner Bros, фільм заробив 886 000 доларів у США та Канаді та 530 000 доларів в інших країнах.
Пишучи для The Spectator у 1936 році, Грем Грін дав погану рецензію фільму, нахваляючи гру Френсіс, але зробив висновок, що «сценаристи її перемогли». Грін вказує, зокрема, на сцену на кладовищі, яку він описує як «жахливу послідовність».